# Pukać do każdych drzwi
Pukać do każdych drzwi – amerykański dramat w reżyserii Nicholasa Raya z 1949 roku.

## Fabuła
Adwokat Andrew Morton (Humphrey Bogart) broni przed sądem Nicka Romano (John Derek), młodego człowieka z przeszłością kryminalną.

## Obsada
- Humphrey Bogart – Andrew Morton
- John Derek – Nick Romano
- George Macready – Kerman
- Allene Roberts – Emma